# Dimitar Popov
Dimitar Nikolajev Popov, bolgárul: Димитър Николаев Попов; (Szófia, 1970. február 27. –) bolgár válogatott labdarúgókapus.
A bolgár válogatott tagjaként részt vett az 1996-os Európa-bajnokságon.

## Sikerei, díjai
Levszki Szofija
- Bolgár kupa (2): 1990–91, 1991–92